# Stanisław Kossowski (1893–1942)

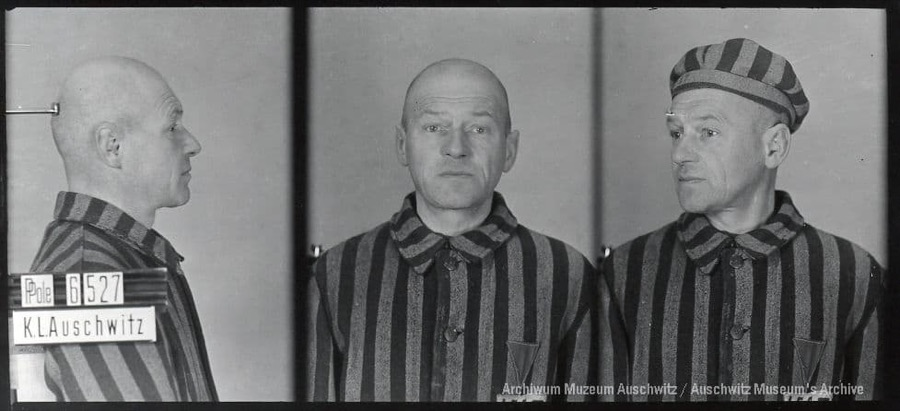
Stanisław Kossowski

Stanisław Kossowski, ps. „Dołęga” (ur. 1 lipca 1893 w Wilnie, zm. 28 stycznia 1942 w Auschwitz-Birkenau) – rotmistrz Wojska Polskiego, starosta w II Rzeczypospolitej.

## Życiorys
Urodził się 1 lipca 1893 w Wilnie, w rodzinie Władysława i Marii . Przed 1914 podjął studia .
Po wybuchu I wojny światowej wstąpił do Legionów Polskich . Służył jako starszy ułan w 1 pułku ułanów . W 1917 ukończył kawaleryjski kurs podoficerski Legionów Polskich.
Po odzyskaniu przez Polskę niepodległości został przyjęty do Wojska Polskiego. Został awansowany na stopień porucznika kawalerii ze starszeństwem z 1 czerwca 1919. W 1923 był oficerem 2 pułku szwoleżerów w Bielsku. W listopadzie 1924 został przydzielony do szwadronu pionierów przy 5 Samodzielnej Brygadzie Kawalerii w Krakowie. W styczniu 1925 został przydzielony do macierzystego pułku z pozostawieniem na odkomenderowaniu w Departamencie II Ministerstwa Spraw Wojskowych. 3 maja 1926 prezydent RP nadał mu stopień rotmistrza ze starszeństwem z dnia 1 lipca 1925 i 16. lokatą w korpusie oficerów kawalerii. W 1928 był oficerów 1 pułku szwoleżerów w Warszawie. Służył także jako adiutant gen. Edwarda Śmigłego-Rydza . W czerwcu 1930 został przeniesiony na stanowisko dowódcy 3 szwadronu pionierów w Poznaniu. Z dniem 1 maja 1935 został przydzielony do Ministerstwa Spraw Wewnętrznych na sześciomiesięczną praktykę.
W maju 1936 jako rotmistrz rezerwy został mianowany starostą powiatu jaworowskiego. Do września 1939 był starostą powiatu kobryńskiego.
Po wybuchu II wojny światowej i nastaniu okupacji niemieckiej został osadzony przez Niemców w obozie KL Auschwitz 23 listopada 1940 (numer więźnia 6527) i tam poniósł śmierć 28 stycznia 1942.

## Ordery i odznaczenia
- Krzyż Niepodległości (12 maja 1931)[18]
- Krzyż Walecznych (dwukrotnie)
- Srebrny Krzyż Zasługi (19 marca 1935)[19]
- Medal 10 Rocznicy Wojny Niepodległościowej (Łotwa)[20]